# Miroslav Kľuka
Miroslav Kľuka (* 1933) je bývalý slovenský fotbalista, záložník.

## Fotbalová kariéra
V československé lize hrál za Jednotu Trenčín. Nastoupil v 92 ligových utkáních a dal 5 gólů.

## Ligová bilance
| Ročník                                   | Zápasy | Góly | Klub            |
| ---------------------------------------- | ------ | ---- | --------------- |
| 1. československá fotbalová liga 1960/61 | -      | -    | Jednota Trenčín |
| 1. československá fotbalová liga 1962/63 | -      | -    | Jednota Trenčín |
| 1. československá fotbalová liga 1963/64 | -      | -    | Jednota Trenčín |
| 1. československá fotbalová liga 1964/65 | -      | -    | Jednota Trenčín |
| 1. československá fotbalová liga 1965/66 | -      | -    | Jednota Trenčín |
| CELKEM                                   | 92     | 5    |                 |